# Dikanda
Dikanda – polski folkowy zespół muzyczny założony w 1997 w Szczecinie. Swoją twórczość muzycy nazywają Muzyką Czterech Stron Wschodu, ponieważ jest ona inspirowana muzyką ludową wielu grup etnicznych, m.in. polską, białoruską, bułgarską, macedońską, żydowską, cygańską oraz kurdyjską.
Dikanda wykonuje autorskie utwory i tradycyjne pieśni we własnych aranżacjach. Niektóre teksty autorskich piosenek grupy składają się z wymyślonych, pozbawionych rzeczywistej treści słów.

## Skład zespołu
- Ania Witczak-Czerniawska – śpiew, akordeon
- Katarzyna Bogusz – śpiew
- Daniel Kaczmarczyk  – bębny
- Piotr Rejdak – gitara
- Grzegorz Kolbrecki – kontrabas
- Szymon Bobrowski – trąbka
- Dominik Bieńczycki – skrzypce

## Dyskografia
- Muzyka czterech stron wschodu (2000)
- Jakhana Jakhana (2002)
- Usztijo (2004)
- Ajotoro (2007)[3]
- Live (2010)
- DIKANDA Live in Zakopane (2013)
- Rassi (2013)
- Devla Devla (2017)

## Ważne występy i nagrody
- Festiwal Muzyki Folkowej Polskiego Radia Nowa Tradycja 1999 – I nagroda
- Festiwal Eurofolk 1999 – I nagroda
- Montreux Jazz Festival – Montreux 2001
- Krajowy Festiwal Piosenki Polskiej – Opole 2001, 2002
- Sziget Festival – Budapeszt 2003
- Folkowy Fonogram Roku – III miejsce za płytę Jakhana Jakhana 2002
- Festiwal Folkherbstfestival Plauen 2004 – I nagroda i nagroda publiczności
- Występ w Studiu im. Agnieszki Osieckiej w Radiowej Trójce 2008
- XVII Przystanek Woodstock – Kostrzyn nad Odrą 2011
- 14 edycja Festival Des Nomades - Mhamid, Maroko, 2017
- Dhaka International FolkFest 2018 - Bangladesz